# 句号 (演员)
句号（1962年—），本名句兆杰，相声演员（师承姜昆）、小品演员，一级演员。

## 作品

### 相声、小品作品
《演员的烦恼》（综艺大观）、《办班》（综艺大观）、《画家的梦》（集邮晚会）、《约会》（中央台3·15晚会）、《南方来的女婿》（综艺大观）、《送人情》（综艺大观）、《教师节之夜》（教师节晚会）、《采访》（欢送驻港部队）、《邻居》（97公安春节晚会）、《蹲守》（98公安春节晚会）、《司马光赔缸》（98伊利杯晚会）、《打气》（99春节晚会）、《送礼》（07春节晚会）、《街头卫士》（08春节晚会）、《演戏给你看》（2019春节晚会）。

### 电影
- 1990年 《来的都是客》
- 1990年 《现世活宝》
- 1994年 《背靠背，脸对脸》
- 1995年 《红灯停绿灯行》
- 1997年 《惹事生非》
- 2000年 《车事总多磨》
- 2004年 《炊事班的故事2》
- 2004年 《其实男人最辛苦》
- 2005年 《求求你表扬我》
- 2006年 《公鸡下蛋》

### 电视剧
- 《炊事班的故事》指导员
- 《向阳照相馆》赵向阳
- 《武林外传》谢步东
- 《剩下的一角》
- 《青春的旋律》
- 《滑稽的婚礼》
- 《一村之长》石头
- 《家有儿女》尚西山
- 《西皮流水》于飞飞
- 《有困难找民警》民警侯启
- 《红妆》制片主任
- 《曹老板的18个秘书》王帅
- 《糊涂小天使》汤姆（客串第14集）
- 《派出所的故事》钱多多
- 《圆圆的故事》董主任
- 2005 《地下交通站》王五爷、
- 2013《石榴红了》
- 2016《你好乔安》（客串）
- 2017《主妇也要拼》胡總
- 2020《你是我的命中注定》
- 2020《最美的乡村》
- 2021 《突圍》陸建設
- 2023 《神经风云》(網絡劇)

## 获奖与荣誉
- 1984年，相声《如何是好》获全军调演创作、表演优秀奖。
- 1989年，相声《考演员》获全国城市青年相声电视表演赛金奖。
- 1996年，小品《实诚人》饰丈夫，获中国戏剧家协会“重钢杯”百名小品优秀表演奖。
- 1996年，小品《选阿姨》饰干事，获中国曲艺家协会1996年第二届曲艺节“牡丹奖”。
- 1997年，在电影《惹事生非》饰村长王长安获第四届中国长春电影节“最佳男主角奖”。